# Język behoa
Język behoa, także: ako, besoa – język austronezyjski używany w prowincji Celebes Środkowy w Indonezji (8 wsi, kecamatan Lore Utara, kabupaten Poso; doliny Behoa i Napu). W 2007 roku oszacowano, że posługuje się nim 10 tys. osób. Według danych z 1982 r. ma w przybliżeniu 3 tys. użytkowników.
Bywa klasyfikowany jako dialekt języka bada, czasem mówi się wręcz o języku „bada besoa”. Społeczności Bada, Behoa i Napu są jednak od siebie odrębne pod względem kulturowym i politycznym.
Potencjalnie zagrożony wymarciem. Według doniesień z 2010 r. pozostaje w użyciu w kontaktach swobodnych, a jego forma pisana bywa spotykana w wiadomościach tekstowych. W wielu sferach życia dominuje jednak język indonezyjski (m.in. w sytuacjach formalnych, edukacji i kontaktach z osobami z zewnątrz). Wśród młodszego pokolenia język narodowy staje się wręcz preferowanym środkiem komunikacji. Odnotowano, że behoa bywa znany biernie lub w ogóle nie rozumiany. Do jego zaniku przyczyniają się migracje ludności i modernizacja.
Poświęcono mu opracowanie gramatyczne w języku indonezyjskim (Struktur bahasa Besoa, 1991) . Jest zapisywany alfabetem łacińskim. Rozwój piśmiennictwa w tym języku (od XXI w.) przyczynił się do zwiększenia jego prestiżu.